# Роздільнозуб прозорий
Роздільнозуб прозорий (Dichodontium pellucidum) — вид мохів порядку дикранальних (Dicranales).

## Поширення
Батьківщиною є Європа, Північна Америка, Азія.
Населяє вологий ґрунт на берегах, мокрих скелях, біля струмків, вапняні або кислі породи; від низьких до високих (до 2300 м).

## Характеристика
Стебла 1.5–5.5(8) см. Листя 1–4 мм, верхівка від вузько-широкогострого до округло-тупої; краї від слабко до сильно загнутих у проксимальній половині або іноді майже до верхівки. Спеціалізоване нестатеве розмноження іноді за допомогою багатоклітинних гемм. Вид дводомний. Коробочкові ніжки 9–20 мм. Коробочка 1.2–1.6 мм. Спори 13–20(25) мкм. Коробочки дозрівають пізно восени — рано навесні.

## Галерея

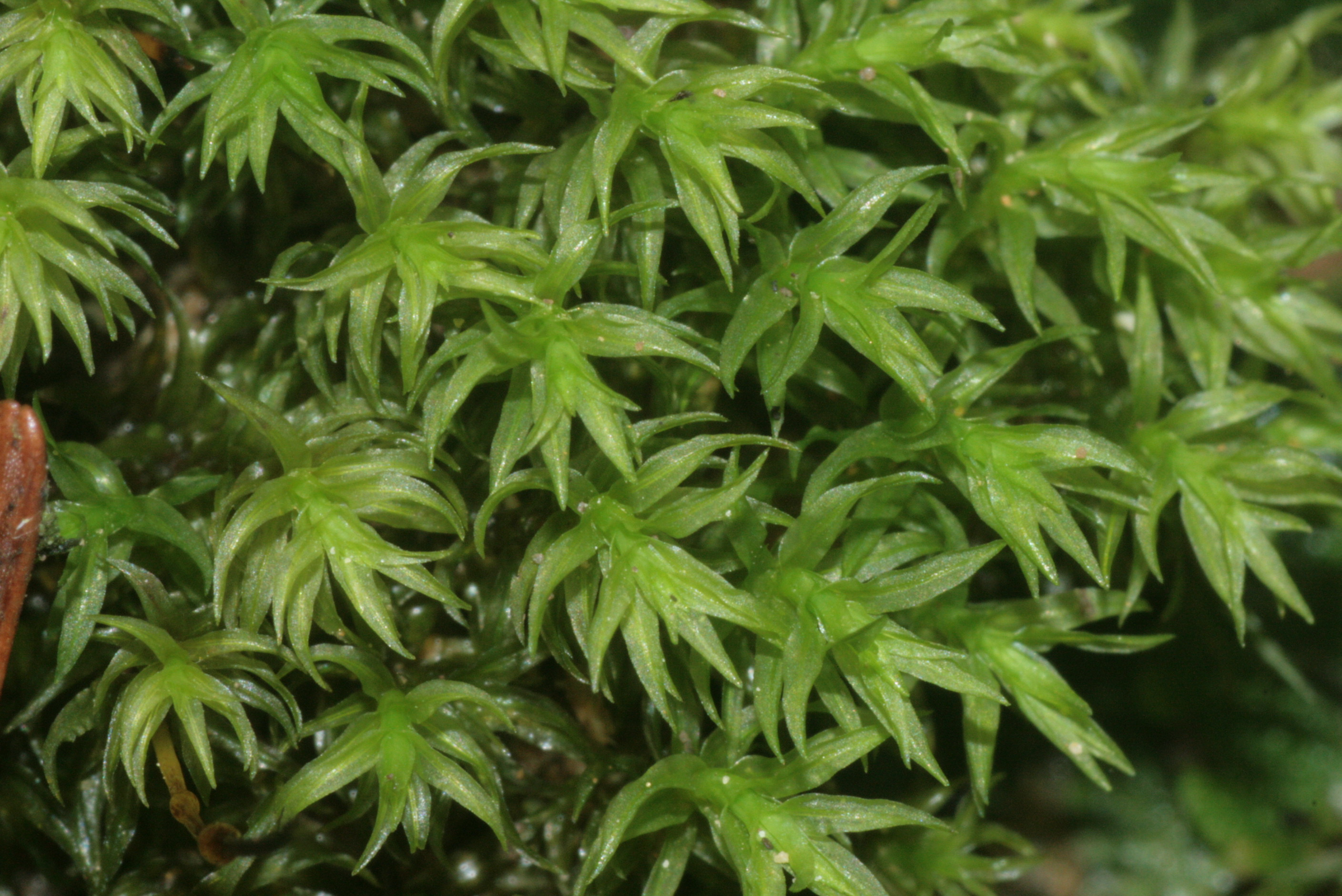
Dichodontium pellucidum
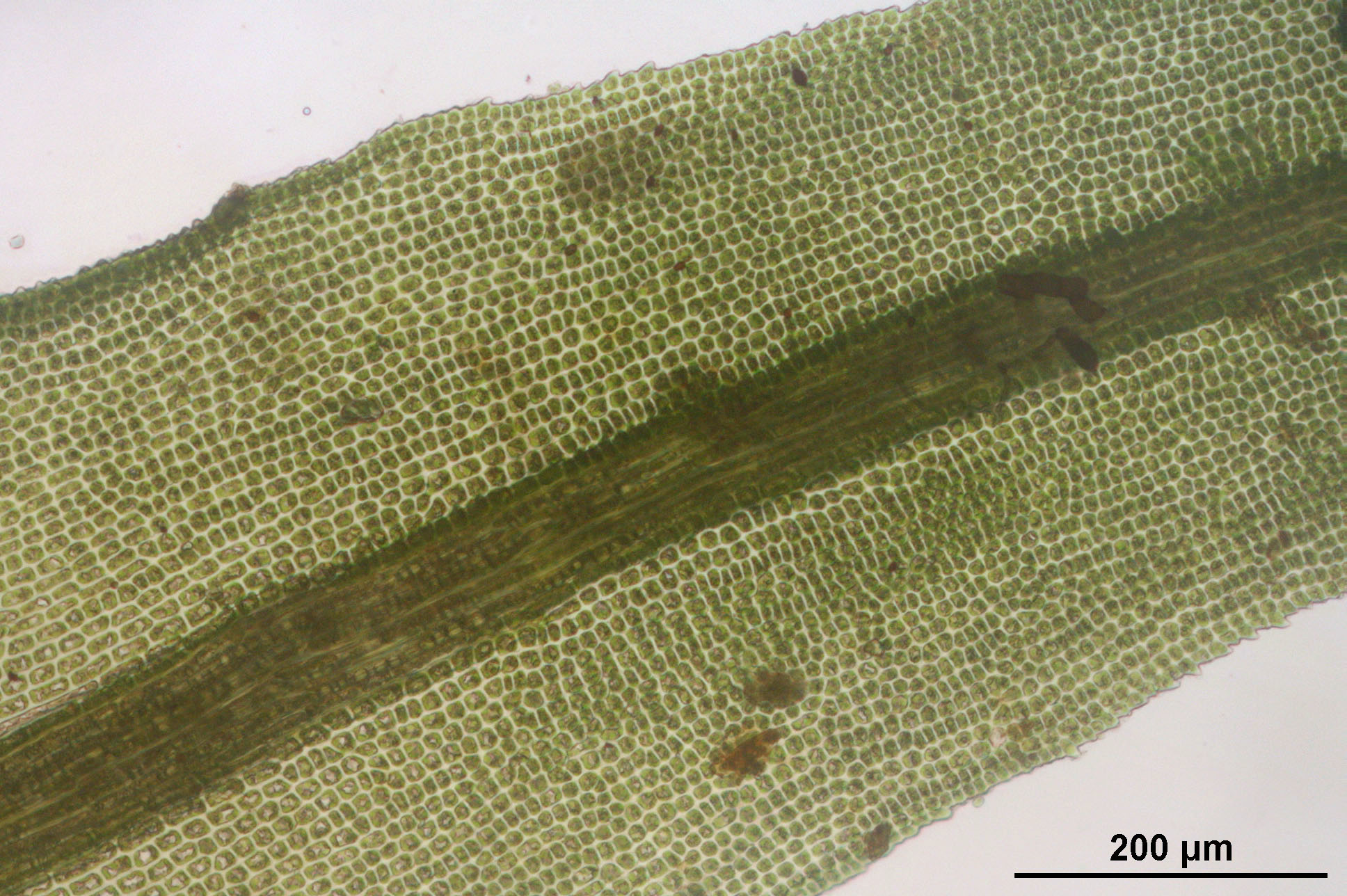
Листок
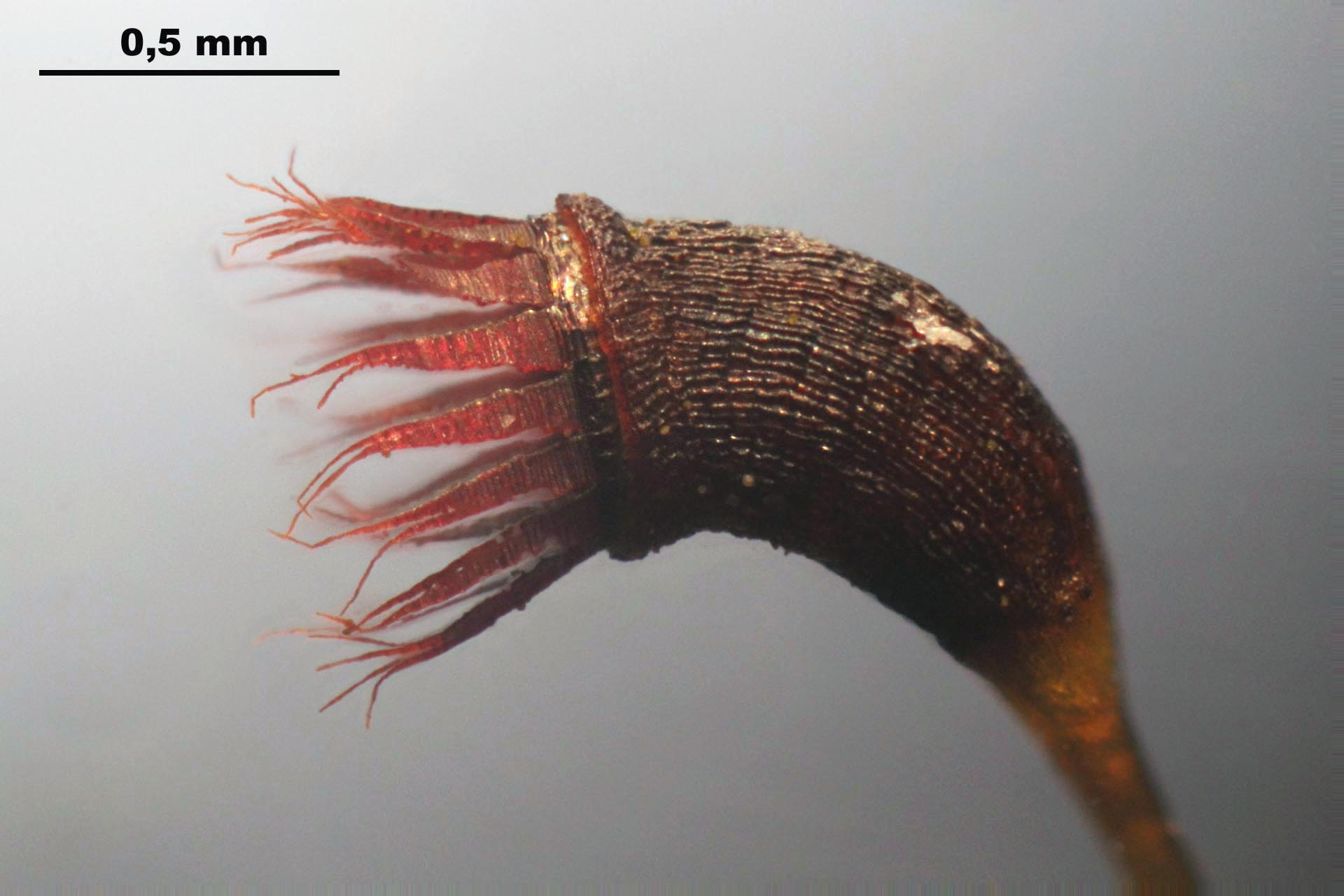
Відкрита коробочка
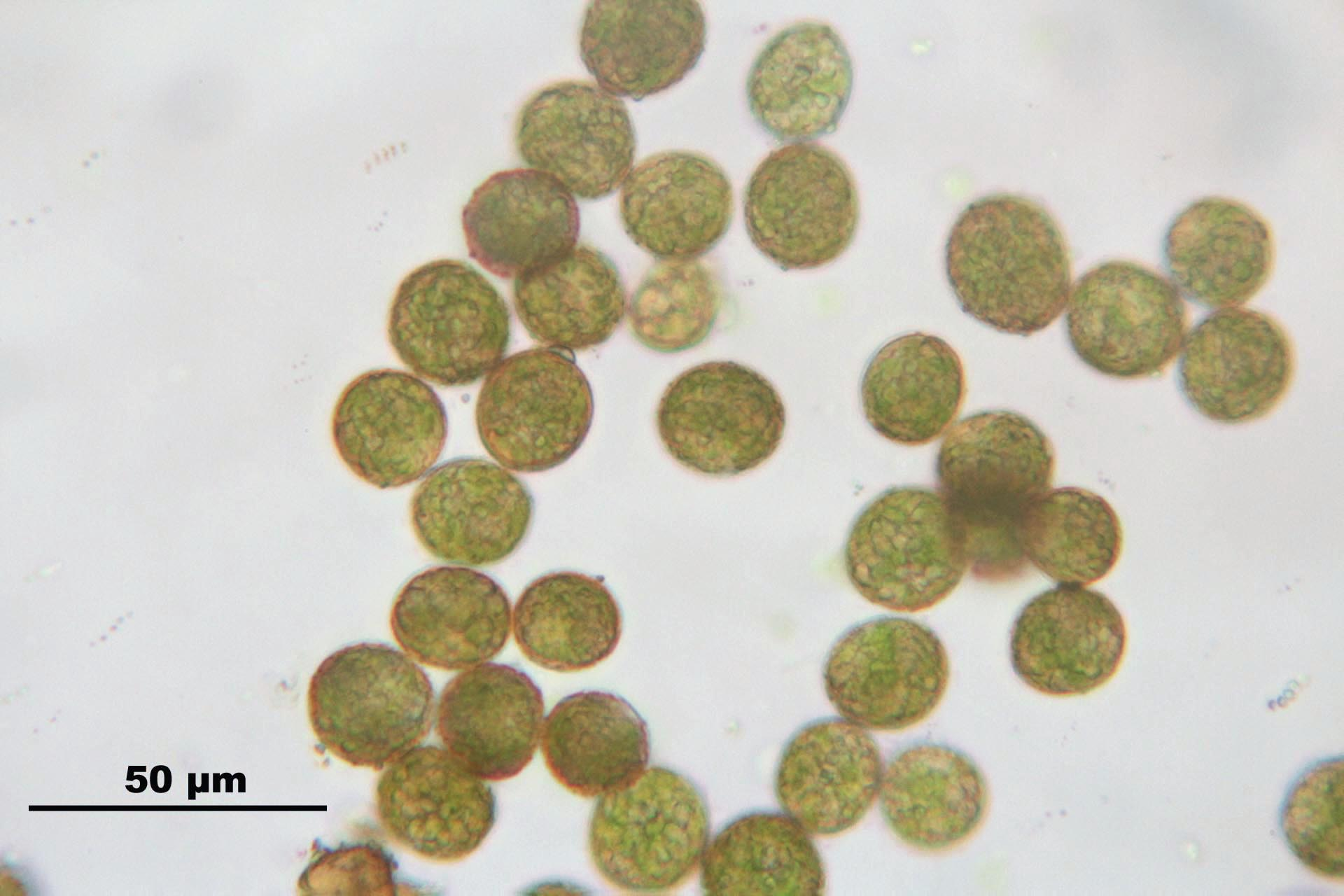
Спори